# Pavao Zondi
Pavao Zondi  (Sonta, 1480. – Trnava (Slovačka) 1558.) (Paulus Zondinus,Paulo Sondi, u mađarskim izvorima Szondy Pál) bio je risanski biskup, veliki prepozit, zagrebačke i ostrogonske metropolitanske crkve, crkveni diplomat. Utemeljitelj bolonjskog kolegija „Collegium hungarico-illyricum.“ za studente iz hrvatskih i ugarskih zemanja.